# 玻利瓦爾市 (蘇利亞州)

玻利瓦爾市（西班牙語：Municipio Simón Bolívar），是委內瑞拉的一個市，位於該國西北部蘇利亞州，首府設於蒂亞胡安娜，始建於1995年，面積258平方公里，2012年人口46,751，人口密度每平方公里181.20人。